# Heterospilus oculatus
Heterospilus oculatus är en stekelart som beskrevs av Sergey A. Belokobylskij 1988. Heterospilus oculatus ingår i släktet Heterospilus och familjen bracksteklar. Inga underarter finns listade i Catalogue of Life.